# Kpatcha Gnassingbé
Kpatcha Gnassingbé, né le 6 septembre 1970 est un homme politique togolais et ancien ministre de la défense. En avril 2009, il est arrêté et jeté en prison  pour soupçons de complot contre son frère Faure Gnassingbé.

## Biographie

### Enfance et études
Kpatcha Gnassingbé naît le 6 septembre 1970 à Lomé, la capitale du Togo. Il est le fils de Gnassingbé Eyadema, président du Togo de 1967 à 2005, et demi-frère de Faure Gnassingbé, président depuis 2005.
Il fait ses études primaires à Kara, ville d'origine de ses parents, et une partie de ses études secondaires au Collège militaire Eyadéma de Tchitchao (CME) à Kara puis l'autre au lycée technique de Lomé. Il part ensuite faire ses études supérieures à la Southeastern University de Londres en Angleterre où il obtient un Bachelor of Science.
En 1999, il est nommé directeur de la  Société d’Administration des Zones Franches (SAZOF) à Lomé puis, cumulativement, président du conseil d’administration de la Société togolaise du coton (SOTOCO), actuel nouvelle société cotonnière du Togo (NSCT),.

### Carrière politique
Pendant la présidence de son père, il est étroitement associé à l'armée. À la mort de ce dernier en février 2005, son frère Faure Gnassingbé assume la présidence. Le 20 juin 2005, Kpatcha est nommé ministre de la défense au sein du troisième gouvernement de Edem Kodjo,.
Lors des élections législatives togolaises de 2007, Kpatcha Gnassingbé est le premier candidat sur la liste des candidats du Rassemblement du peuple togolais (RPT) dans la préfecture de Kozah et gagne ainsi un siège à l'Assemblée nationale. Cependant, il démissionne de l'Assemblée nationale le 26 novembre 2007 en raison d'une incompatibilité de fonctions, car il occupait toujours le poste de ministre de la Défense.

#### Exclusion du gouvernement Komlan Mally
Gnassingbé est exclu du nouveau gouvernement formé le 13 décembre 2007, avec à sa tête Komlan Mally et cherche plus tard à regagner son siège parlementaire.
Il démissionne donc de ses fonctions de directeur général de la SAZOF et de président du conseil d'administration de la Société togolaise du coton (SOTOCO), et il informe le président de l'Assemblée nationale de sa volonté de reprendre ses fonctions le 12 février 2008. En conséquence, la Cour constitutionnelle le rétablit dans son siège par une décision rendue le 14 février 2008, car il n'occupait plus de fonctions incompatibles avec la fonction de député.
Kpatcha Gnassingbé est considéré comme un partisan de la ligne dure au sein du régime RPT, tandis que son frère Faure est considéré comme ayant des tendances plus réformistes. Il est membre du bureau politique du RPT.

### Arrestation de 2009 et événements ultérieurs
Le domicile de Kpatcha Gnassingbé est pris d'assaut par des forces spéciales le 12 avril 2009, et deux soldats auraient été tués dans des combats. Le but de l'agression était officiellement déclaré être l'arrestation d'individus prétendument impliqués dans un complot « pour porter atteinte à la sécurité de l'État ». D'autres arrestations sont signalées. Les soldats sont retournés au domicile de Gnassingbé le 14 avril, bien qu'il n'était pas présent à ce moment-là.
Gnassingbé demande l'asile à l'ambassade des États-Unis à Lomé le 15 avril, mais l'ambassade refuse de lui accorder l'asile. Il est arrêté sur les lieux par des soldats togolais. Kpatcha Gnassingbé  est arrêté et condamné à 20 de prison ferme. Selon le procureur de la République Robert Bakai, il existait « des preuves sérieuses et concordantes » indiquant que Kpatcha Gnassingbé était à l'origine d'un complot visant à renverser son frère Faure. Le 17 avril 2009, le procureur Bakai déclare que les conditions de détention de Gnassingbé sont « acceptables » et « humaines ». Il décrit également Gnassingbé comme « un citoyen respectable qui a servi la nation ».

#### Réaction de l'opposition
L'opposition Union des forces de changement (UFC) critique cette arrestation. Elle affirme que Gnassingbé bénéficiait de l'immunité parlementaire. Cependant, son cas est légalement traité comme un cas de flagrant délit; selon la constitution, les députés ne pouvaient être arrêtés et jugés sans levée formelle de leur immunité par un vote de l'Assemblée nationale qu'en cas de flagrant délit.
Faure Gnassingbé, s'exprimant à la télévision d'État le 17 avril 2009, a allégué l'existence d'un complot de coup d'État, affirmant que le coup d'État était censé avoir lieu alors qu'il était hors du pays lors d'une visite en Chine. Il n'a pas spécifiquement mentionné Kpatcha dans cette adresse. D'autres arrestations ont suivi dans les semaines suivantes; ces arrestations auraient inclus un autre frère, Essolizam Gnassingbé.
Le 26 octobre 2009, l'UFC invoque l'immunité parlementaire de Kpatcha Gnassingbé et fait appel devant la Cour constitutionnelle concernant l'arrestation, mais la Cour rejette l'appel le 4 novembre.
Dans un entretien accordé à l'Agence France-Presse en février 2010, Faure Gnassingbé soulignait l'importance de « construire un État de droit » en évoquant le cas de son frère: « On pourrait le régler en famille, plus simple, mais c'est une question de crédibilité. On ne peut pas dire d'un côté qu'on est pour des réformes et de l'autre régler de tels cas subrepticement, à côté. »
En juin 2021, Kpatcha Gnassingbe malade demande à être libéré de prison. Selon l'un de ses avocats, « une blessure au pied s'aggrave » et Kpatcha Gnassingbé craint une « amputation ».

## Décorations
- Commandeur de l'ordre du Mono (2005)[16]